# Andryala agardhii
Andryala agardhii là một loài thực vật có hoa trong họ Cúc. Loài này được Haens. ex DC. mô tả khoa học đầu tiên năm 1838.